# Partido Popular (Brasil)
Partido Popular (PP) foi um partido político brasileiro criado em dezembro de 1979, após a reforma partidária realizada no governo João Figueiredo e teve em Tancredo Neves sua maior liderança. Foi extinto após sua convenção nacional ter determinado a incorporação ao MDB em 1982, sendo uma das quatro agremiações políticas brasileiras a usar o "PP" como sigla.

## História

### Antecedentes
Entre 21 e 22 de novembro de 1979, o Legislativo brasileiro aprovou uma reforma partidária com o fito de restabelecer o pluripartidarismo com a extinção da Aliança Renovadora Nacional (ARENA) e do Movimento Democrático Brasileiro (MDB), legendas que abrigavam os apoiadores e os opositores do Regime Militar de 1964 e que foram criadas após a outorga do Ato Institucional Número Dois de 27 de outubro de 1965. O primeiro sinal de que o bipartidarismo era artificial foi a inserção da sublegenda, um ardil pelo qual os partidos poderiam lançar mais de um candidato a um cargo majoritário de modo a agregar as diferentes correntes que os compunham. Tal amarra impedia que dissidentes governistas aderissem à oposição, preservando formalmente o bipartidarismo. Um exemplo disso aconteceu em São Paulo onde Paulo Maluf derrotou Laudo Natel na convenção da ARENA que escolheu o candidato ao governo à revelia do Planalto, sendo que Maluf foi ratificado em 1º de setembro de 1978. Em 15 de novembro daquele ano outro embate entre as correntes do partido governista aconteceu no Piauí quando dois ex-governadores disputavam a vaga de senador a ser preenchida pelo voto popular: o candidato Dirceu Arcoverde contava com o apoio da cúpula arenista, sendo inscrito sob a "sublegenda um" ao passo que seu opositor, Alberto Silva, concorreu pela "sublegenda dois" e enfrentou a oposição do grupo político de Petrônio Portela, embora tenha recebido o apoio da maioria dos membros do  MDB, que não lançou candidato. Em 1º de janeiro de 1979 a fidelidade partidária foi revogada e os políticos buscaram ajustar suas posições em face das eleições vindouras. Um exemplo dessa nova realidade foi a filiação do senador Teotônio Vilela ao MDB em 25 de abril de 1979, ele que havia chegado ao Senado em 1966 e que foi reeleito em 1974 sempre pela ARENA.

### Fundação
Em 1980 as forças governistas se reorganizam e criam o Partido Democrático Social (outrora ARENA) e o Partido do Movimento Democrático Brasileiro (antigo MDB) surge sob a égide de Ulysses Guimarães. Em São Paulo surgiu o Partido dos Trabalhadores, como expressão dos movimentos sindicais que resultaram nas greves dos metalúrgicos no ABC sob o comando de Luiz Inácio Lula da Silva. Em outro lance da reforma partidária o legado de Getúlio Vargas opôs Leonel Brizola e Ivete Vargas pelo comando do Partido Trabalhista Brasileiro. Sobrinha de Getúlio, Ivete foi apoiada pelo general Golbery do Couto e Silva, eminência parda do regime militar, numa bem-sucedida manobra para enfraquecer o retorno da legenda mais popular no período anterior à ditadura. Como  previsto, o Tribunal Superior Eleitoral decidiu a favor de Ivete Vargas, e assim os brizolistas fundaram o Partido Democrático Trabalhista. Por sua vez o  Partido Popular abrigava políticos moderados e dissidentes tanto do MDB quanto da ARENA e se posicionava como uma via alternativa para a sucessão presidencial em 1985. A principal liderança do PP foi Tancredo Neves, e sua maior seção estadual era o Rio de Janeiro, onde pontificavam o governador Chagas Freitas e todo o seu grupo.

### Incorporação ao PMDB
Segundo o Dicionário Histórico e Biográfico Brasileiro (DHBB) da Fundação Getúlio Vargas, a criação do Partido Popular serviria para que o governo militar estabelecesse uma alternativa civil para a sucessão do presidente João Figueiredo e dentre os nomes aludidos estava o do ministro da Justiça, Petrônio Portela. A esse respeito tratam os arquivos da FGV:
Por contar em seus quadros com Magalhães Pinto, Olavo Setúbal e Herbert Levy, o PP foi chamado de 'partido dos banqueiros'. Foi chamado também de 'Partido do Petrônio', por supostamente seguir os termos de um acordo tácito firmado entre Tancredo, o deputado Tales Ramalho e o ministro Petrônio Portela, grande incentivador da criação de um partido de centro, e como tal visto não como um partido de oposição, mas como uma agremiação auxiliar do PDS.
Tal estratagema ruiu com a morte de Portela, em 6 de janeiro de 1980, e assim os pedessistas retomaram as conversas sobre a sucessão presidencial. O manifesto de criação do PP foi divulgado em 20 de dezembro de 1979 e a primeira reunião aconteceu em Brasília, à 10 de janeiro de 1980. Em sua convenção de 7 de junho de 1981 Tancredo Neves foi eleito presidente do partido e Magalhães Pinto presidente de honra. Como se sabe os dois políticos sempre foram adversários dentro da política mineira, tanto que em 1960 Magalhães Pinto (UDN) venceu Tancredo Neves (PSD) na disputa pelo governo do estado.
Apesar de ter conseguido unidade interna, o destino do Partido Popular foi selado quando o Executivo impôs ao parlamento  um pacote de reformas eleitorais que proibiam as coligações partidárias e estabeleciam o voto vinculado (o eleitor deveria sufragar apenas candidatos de um mesmo partido), de modo a barrar o avanço da oposição em 1982. Acuados pela legislação, os pepistas decidiram pela incorporação ao PMDB em convenção nacional realizada em 20 de dezembro de 1981, decisão ratificada pelo Tribunal Superior Eleitoral a 2 de março de 1982. Assim, os votos divergentes na convenção acabaram por migrar para o PDS. Tais fatos restabeleceram a cisão entre Tancredo Neves e Magalhães Pinto, embora este último tenha votado em Neves na eleição presidencial de 1985.

## Homônimos de sigla
Desde a extinção do Partido Popular, quatro agremiações adotaram o PP como sigla: a primeira delas, o Partido do Povo, surgiu em 1989 (número de registro 54) e tinha Paulo Gontijo como candidato a presidente. Outro PP surgiu em 1993, após a fusão do PST (Partido Social Trabalhista) com o PTR (Partido Trabalhista Renovador). Liderado pelo ex-senador paranaense Álvaro Dias, adotou o 39 como número de registro, participou das eleições de 1994, até que, em 14 de setembro de 1995, fundiu-se ao PPR (Partido Progressista Reformador) e resultou no PPB (Partido Progressista Brasileiro). Em convenção nacional realizada em 2003, o PPB passou a se chamar Partido Progressista. O atual PP é a quinta agremiação política brasileira a usar PP como sigla, desde 1980. Antes do Estado Novo, houve também um Partido Progressista, ao qual foram filiados Tancredo Neves e Juscelino Kubitschek.